# Arnékhamani
Arnékhamani (ou Elankhamani) est un souverain koushite qui règne sur le royaume de Méroé dans la seconde moitié du IIIe siècle av. J.-C..
Le roi est principalement connu pour son activité de construction du complexe de temples à Musawwarat es-Sofra. Le principal complexe de temples à cet endroit est construit par Arnékhamani, mais ne fut jamais achevé. Il est fort probable que le roi soit mort avant d'avoir achevé les temples.

## Famille
Dans le complexe du temple sont également mentionnés l'épouse d'Arnékhamani et son fils. Le nom de l'épouse n'est pas conservé. Le fils s'appelle Arky et porte le titre de « prêtre d'Isis, d'Ipeber-ankh » (Musawwarat es-Sofra). Ce dernier pourrait être le roi Arqamani, qui succéda alors à Arnékhamani.

## Titulature
Trois noms sont attestés pour Arnékhamani. Son nom de Sa-Rê est « Arnékhamani », son nom de Nesout-bity « Khéperkarê » et son nom d'Horus « Kanakht merymaat ». Son nom de naissance comprend plusieurs épithètes qui ont été modifiées au cours de son règne. À son nom de Sa-Rê est initialement ajouté « aimé d'Amon », puis il est étendu à « qu'il vive éternellement, bien-aimé d'Amon ».
Il devient finalement « qu'il vive éternellement, bien-aimé d'Isis ». Le pharaon égyptien Ptolémée IV Philopator (221–204 av. J.-C.) est également appelé, sous son nom égyptien, « aimé d'Isis ». Il semble possible que le nom d'Arnékhamani ait été influencé par celui du roi égyptien, fournissant ainsi un point de repère chronologique pour son règne.